# Madaya
Madaya est une petite ville montagneuse de Syrie, située dans le gouvernorat de Rif Dimachq, à proximité de la frontière libanaise. Elle est située à une altitude d'environ 1 300 mètres, sur le versant oriental de la chaîne de montagnes de l'Anti-Liban, à 45 kilomètres de la capitale, Damas. Madaya est connue pour son eau de source, ses fruits frais et son climat sain. C'était un lieu de villégiature populaire jusqu'au déclenchement de la guerre en Syrie en 2011. Madaya est souvent enneigée pendant les mois d'hiver, en particulier en janvier et février.
En 2004, la ville de Madaya comptait environ 9 400 habitants et l'ensemble du district environ 11 900. La population du sous-district était de 16 780 personnes, selon le recensement de 2015.
La ville se trouve a environ 4 km au sud de Zabadani, le chef-lieu du district.

## Nom
Le mot se prononce en langue arabe sous deux formes : "Madaya" avec l'ouverture des première et deuxième lettres, et "Madaya" avec le silence de la première lettre. Il y a trois récits légendaires concernant le nom Madaya. Le premier fait référence au prophète Moïse, qui aurait parlé d'un groupe de Madianites ; cette tribu se serait installée là avec les Jébuséens, qui étaient en désaccord avec les Hébreux. Les Madianites auraient appelé ce site "Madayan" ou "Madaya".
Quant à la deuxième explication de l'origine du nom "Madaya", elle fait dériver "Madaya" du nom d'une femme "Umm Diyaa", en référence à une princesse de la tribu arabe de Bani Bakr. Cette femme au cours de l'exode de sa tribu au Moyen-Âge y aurait accouché, avant d'y mourir. Sa famille a dû s'arrêter à cet endroit jusqu'à ce qu'elle se rétablisse et ait accouché, et l'aurait choisi en raison de la présence d'arbres, de buissons autour de sources d'eau, loin du chemin des convois, des armées et des passants.
Quant au troisième récit, il fait dériver le nom de "Madawa" de "daw", qui signifie lumière ; il est rapporté par des personnes âgées de la région, selon lesquelles un grand vieil homme s'isolait dans les grottes de la région et avait l'habitude d'allumer un feu toute la nuit, ce cheikh a été appelé "Sheikh Dawi", car sa lumière guidait les cavaliers et ceux qui marchaient dans les nuits sombres.

## Agriculture et hydrographie
Les fermes de la ville sont réputées pour la culture des pommes, des cerises, des pêches, des pêches et des poires. La rivière Barada les traverse et il existe un certain nombre de sources et de sources qui alimentent les besoins de la ville, comme la source de Kawthar et Ain Maysa, ce qui en a fait une destination pour de nombreux touristes venant de Damas ou de l'étranger.

## Réseaux transfrontaliers
Madaya abrite un grand marché illégal de marques étrangères introduites en contrebande depuis Chtoura au Liban, qui est proche de la région.
En effet, dans les années 1990, une loi prohibe l’importation de «tout produit dont l’équivalent était fabriqué en Syrie» . Ainsi, jusqu’en 2005, comme d'autres villages syriens frontaliers, enclavés dans la montagne, Madaya a eu recours presque exclusivement à une économie parallèle. Ce marché noir était contrôlé par des militaires qui en récoltaient les bénéfices économiques ; selon Isabelle Feuerstoss ils ont «encouragé le développement de véritables réseaux mafieux et de contrebande, en particulier d’appareils électroménagers, de textiles et d’armes». Ce trafic a contribué au développement du village, qui est devenu une petite ville.

## Histoire

### Durant la guerre civile syrienne
Le 4 juillet 2015, le Hezbollah et l'armée syrienne lancent une offensive sur Zabadani, une ville isolée et encerclée, dernier bastion rebelle dans le Qalamoun, tenue principalement par Ahrar al-Sham,. Les rebelles résistent et un cessez-le-feu est conclu le 24 septembre, en même temps que dans les villages de Foua et Kafraya, les dernières positions loyalistes dans le gouvernorat d'Idleb, encerclées par les rebelles,,.
Située juste au sud de Zabadani, la commune de Madaya est également assiégée à partir de juillet par les forces loyalistes. Au bout de quelques mois, les 40 000 civils présents sur place, qui comportent une majorité de réfugiés venus de Zabadani, commencent à souffrir de la famine. Au moins 23 personnes meurent de faim du 1er décembre 2015 au 8 janvier 2016 selon Médecins sans frontières (MSF). À cette période, les premières photos de cadavres faméliques sont diffusées sur les réseaux sociaux,,. En 2015, les agences humanitaires demandent à six reprises un accès à la ville, mais il n'est accordé qu'une seule fois, le 17 octobre. Le 7 janvier 2016, le régime syrien autorise finalement l'ONU à acheminer des vivres et des médicaments à Madaya,. Le 11 janvier, un convoi de 44 camions chargés de vivres et de médicaments arrive à Madaya, accompagné d'équipes du Haut Commissariat des Nations unies pour les réfugiés et du Comité international de la Croix-Rouge,. Malgré l'arrivée de secours, 16 autres personnes meurent de faim entre le 11 et le 30 janvier. Selon MSF, à la date du 30 janvier 2016, la famine a fait au moins 46 morts — mais ce bilan est présenté comme étant « certainement plus lourd » en réalité — 33 patients sont en « danger de mort » et 320 souffrent de malnutrition. Les forces loyalistes sont également accusées de « continuer à bloquer l'approvisionnement de la ville en matériel médical et médicaments indispensables ». Le 12 juillet 2016, Physicians for Human Rights et la Société médicale syro-américaine (SAMS) rapportent que 65 personnes sont mortes de faim à Madaya en un an et que 21 autres ont été tuées par des mines, des tireurs ou des problèmes de santé qui auraient pu être évités avec des soins appropriés. Le 18 août 2016, Staffan de Mistura, émissaire de l'ONU, déplore qu'aucun convoi humanitaire n'ait pu entrer à Madaya depuis le 30 avril.
Lors du siège de la ville en 2015 et 2016, environ 42 000 civils sont enfermés à Madaya, dont près de la moitié sont des réfugiés de la ville voisine de Zabadani.
Après un accord d'échange de localités, Madaya repasse sous le contrôle du régime syrien en avril 2017 et une partie de la population est évacuée vers le gouvernorat d'Idleb.